# Bolusanthus speciosus
Bolusanthus es un género de planta medicinal con una única especie: Bolusanthus speciosus  (Bolus) Harms , perteneciente a la familia Fabaceae. Es originaria de África meridional y tropical.

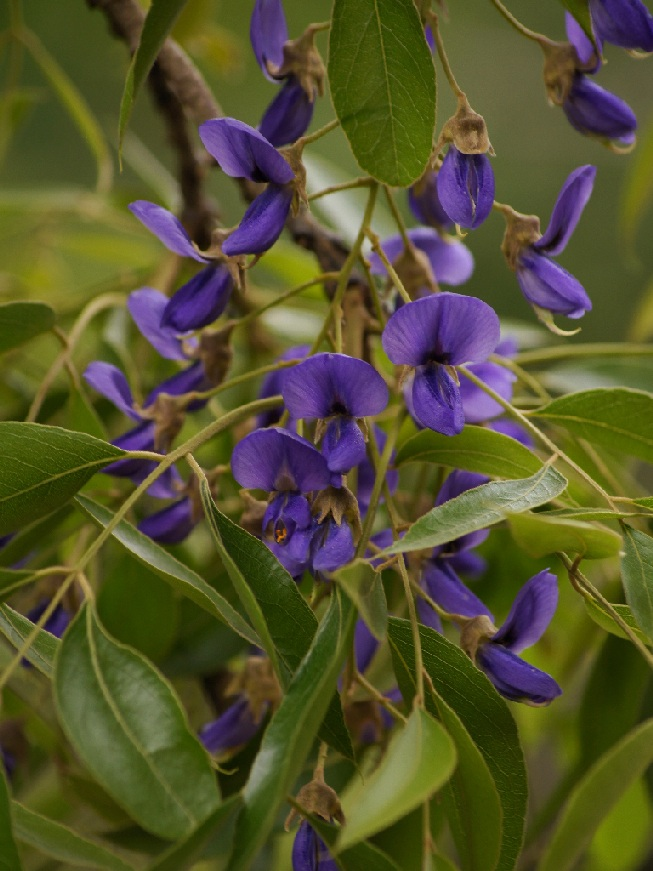
Detalle de las flores

## Descripción
Es un árbol decorativo, de pequeño y mediano tamaño, de hoja caduca, dejando caer sus hojas solo por un corto período en la primavera. El árbol tiene normalmente tallos múltiples, pero se puede podar para formar un solo vástago. La corteza del tallo es de color marrón gris, áspera y agrietada profundamente. Las hojas, que están dispuestas en espiral, están suspendidos de las ramas caídas. Las flores son colgantes de color azul-malva, fragantes, y cuelgan de las ramas en racimos, a menudo cubriendo todo el árbol. El tiempo de floración es de agosto a diciembre (primavera y verano). Las flores son seguidas por la fruta, vainas marrones, que cuelgan de las ramas en racimos, y nunca se parte para liberar sus semillas. 
Al ser un árbol protegido en el sur de África, los especímenes silvestres no se puede eliminar, reducir o dañar.

## Cultivo
Se propaga por semilla desde fines de invierno, germinando entre uno y tres meses. Se cultiva en suelo arenoso o arcilloso, rico y bien drenado, en solana, al abrigo de heladas. Excepcionalmente resiste al frío. Se debe plantar en un hoyo de al menos un metro cúbico. En los primeros años regar abundante y regularmente. Las plantas jóvenes resisten mal los trasplantes.

## Otros usos
La madera, rojiza, es muy dura y resistente, a prueba de insectos.
La madera, es muy buscada por los carpinteros para hacer muebles.  Funciona bien en el torno, convirtiéndose en hermosas lámparas y otros artículos. Los tallos rectos son muy duros, resistentes a las termitas y se utiliza para postes para cercas. 
Las raíces se utilizan medicinalmente para aliviar los problemas de estómago y la corteza interna se usa para tratar los calambres abdominales. También tiene un excelente potencial como un árbol para ajardinar y plantar en el jardín de su casa.

## Distribución
Se distribuye por Mozambique, Zambia, Zimbabue, Botsuana, Sudáfrica en Natal y Transvaal y en Swaziland.

## Taxonomía
Bolusanthus speciosus fue descrita por (Bolus) Harms y publicado en Repertorium Specierum Novarum Regni Vegetabilis 2: 15. 1906.
Sinonimia
- Lonchocarpus speciosus Bolus (basionym)[2]